# Клод Отан-Лара
Клод Ота́н-Лара́ (фр. Claude Autant-Lara; 5 серпня 1901 — 5 лютого 2000) — французький кінорежисер.

## Біографія та кар'єра
Клод Отан народився в сім'ї архітектора Едуарда Ота́на і Луїзи Лара, акторки Комеді Франсез. Об'єднавши обидва прізвища у своєму артистичному імені, режисер підкреслив, що його покликання визначили інтереси, прищеплені йому і матір'ю і батьком. В роки першої світової війни його мати оголосила себе пацифісткою і відмовилася розважати окупантів. Вона знайшла притулок в Англії, де Клод і здобув освіту в школі Мілл-Хілл в Лондоні. Після закінчення він вступає одночасно до Школи декоративних і Школи витончених мистецтв, висловивши неодмінне бажання стати театральним художником. Його перші театральні досліди були зроблені для трупи «Мистецтво і дія», якими керували його батьки.
Клод Отан-Лара із самого початку працював з кінематографістами французького Авангарда, створював декорації для фільмів французьких авангардистів М. Л'Ерб'є, Ж. Ренуара, Р. Клера, у якого він починав працювати асистентом режисера.
у 1930-х на запрошення студії «Метро-Голдвін-Мейєр» два роки працював над дубляжем голлівудських фільмів французькою мовою і поставив дві кінокомедії: «Бестер одружується» з Бастером Кітоном і «Неповноцінний атлет» з Дугласом Фербенксом-молодшим.
Після повернення до Парижа Отан-Лара у 1933 поставив свій перший ігровий фільм — оперету «Сібулетт» (Цибулинка). Фільм був перемонтований продюсерами, через що режисер від нього відмовився. Після цього він поїхав до Лондона де поставив фільм «Таємничий містер Девіс» (1936). Повернувшись до Франції працював як «технічний консультант» за підписом Моріса Леманна в роботі над фільмами «Справа ліонського кур'єра» (1937), «Струмочок» (1938), «Фрік-фрак» (1939).
У вересні 1939 року Отан-Лара було мобілізовано як перекладача при англійській армії, і лише у 1941 році він повернувся до своєї роботи в кіно. У роки Другої світової війни 1939-45 ставив фільми-екранізації: «Шлюб по любові» (1941), «Любовні листи» (1942) і «Ніжна» (1943), що відрізняються поетичною тонкістю передачі психологічних переживань героїв, драматизмом подій, що відносяться до початку століття.
Отан-Лара належав до «найконфліктніших» режисерів французького кіно. Його сутички з цензурою і громадською думкою стали легендарними і мали не лише творчий, але й професійний характер. Він був головою «Союзу кінотехніків», «паритетної ради кіно», не раз виступав на профспілкових демонстраціях на захист працівників кінопромисловості.
У кінці 1980-х років був обраний до Європейського парламенту, звідки пішов у відставку зі скандалом, через свої праві переконання і резонансні висловлювання. Крім того, члени Французької Академії витончених мистецтв, в якій він був віце-президентом, проголосували за його виключення з Академії за його праворадикальні погляди.

## Фільмографія
- 1926 — Віттель / Vittel
- 1928 — Розкласти багаття / Construire un feu
- 1931 — Син раджі / Le Fils du rajah
- 1932 — Серйозний клієнт / Un client sérieux
- 1932 — Закоханий сантехнік / Le Plombier amoureux
- 1932 — Пан герцог / Monsieur le duc
- 1932 — Запросіть мосьє на обід / Inviter monsieur à diner
- 1932 — Безжальний жандарм / Le Gendarme est sans pitié
- 1932 — Неповноцінний атлет / L'Athlète incomplet
- 1933 — Сібулетт / Ciboulette
- 1938 — Струмочок / Le Ruisseau
- 1938 — Справа ліонського кур'єра / L'Affaire du courrier de Lyon
- 1939 — Таємничий містер Девіс / The Mysterious Mr. Davis
- 1939 — Фрік-Фрак / Fric-Frac
- 1942 — Любовні листи / Lettres d'amour
- 1942 — Шлюб по любові / Le Mariage de chiffon
- 1943 — Ніжна (Дус) / Douce
- 1947 — Диявол у тілі / Le Diable au corps
- 1949 — Не спускай очей з Амелії! / Occupe-toid'Amélie
- 1951 — Червоний готель / L'Auberge rouge
- 1952 — Сім смертних гріхів (епізод «Гординя») / Les Sept péchés capitaux
- 1953 — Без відпущення гріхів / Le Bon Dieu sans confession
- 1954 — Хліб у траві / Le Blé en herbe
- 1954 — Червоне і чорне / Le Rouge et le Noir
- 1956 — Через Париж / La Traversée de Paris
- 1958 — У випадку нещастя / En cas de malheur
- 1958 — Гравець / Le Joueur
- 1959 — Зелена кобила / La Jument verte
- 1960 — Ліс закоханих / Le Bois des amants
- 1960 — Регати у Сан-Франциско / Les Régates de San Francisco
- 1961 — Хай живе Генріх IV, хай живе любов! / Vive Henri IV… vive l'amour!
- 1961 — Граф Монте-Крісто / Le Comte de Monte Cristo
- 1961 — Не вбий / Tu ne tueras point
- 1963 — Убивця / Le Meurtrier
- 1964 — Чорний гумор / Humour noir
- 1964 — Потвора Жозефа / Le Magot de Josefa
- 1965 — Щоденник жінки в білому / Le Journal d'une femme en blanc
- 1966 — Новий щоденник жінки в білому / Nouveau journal d'une femme en blanc
- 1967 — Прадавня професія / Le Plus vieux métier du monde
- 1968 — Францисканець із Бурже / Le Franciscain de Bourges
- 1969 — Картопля / Les Patates
- 1972 — Червоне і біле / Le Rouge et le blanc
- 1973 — Люс'єн Левен / Lucien Leuwen, телефільм
- 1977 — Глорія / Gloria

## Нагороди
у 1950-х роках фільми, поставлені Клодом Отан-Лара двічі визнавалися Синдикатом французьких кінокритиків найкращими французькими стрічками року: у 1954-му фільм «Червоне і чорне» (екранізація однойменного роману Стендаля) і у 1958-му — Через Париж.